# رانيا علواني
رانيا علواني ولدت في 14 أكتوبر عام 1977، سباحة، طبيبة نساء وتوليد، وهي أول سباحة مصرية وعربية وإفريقية تحصل على ميداليتين ذهبيتين في السباحة وبدأت مشوارها الرياضي في سن الست سنوات كان أول انتصار لرانيا في البطولة الإفريقية للسباحة التي أقيمت في تونس واستطاعت رانيا من خلالها أن تفوز بعشر ميداليات بعد أن جمعت 119 نقطة من 207 نقاط جمعها الفريق المصري، ثم توالت انتصاراتها لتصبح أول سباحة مصرية تكسر حاجز الدقيقة في سباق المئة متر حرة، وأول فتاة تكسر حاجز الـ28 ثانية في سباحة الخمسين مترًا حرة.
انطلقت شهرة رانيا علواني في دورة الألعاب الإفريقية الخامسة التي أقيمت بالقاهرة، وفازت رانيا فيها بخمس ميداليات ذهبية وخمس ميداليات أخرى فضية وبرونزية، وحصلت على كأس السوبر في بطولة جنيف كأفضل سباحة بعد أن فازت بسباق 500 متر حرة، واختيرت رانيا علواني كأفضل ناشئة عربية عام 1992 في استفتاء هيئة الإذاعة البريطانية.

## الدرجة العلمية
- بكالوريوس الطب والجراحة، جامعة مصر للعلوم والتكنولوجيا 2004
- بكالوريوس العلوم، جامعة ميثوديست الجنوبية، دالاس الولايات الأمريكية 1999 [4]

## المناصب التي تقلدتها
- عضوة اللجنة الأولمبية الدولية
- عضوة اللجنة الأولمبية المصري
- عضوة مجلس إدارة النادي الأهلي
- عضوة المكتب التنفيذي للمنظمة العالمية لمكافحة المنشطات WADA
- عضوة اللجنة الطبية باللجنة الأولمبية الدولية
- عضوة لجنة اللاعبين باللجنة الأولمبية الدولية والمصرية ومؤسسة جمعية الأولمبيين المصريين
- المشرفة الفنية على المنتخب القومي للسباحة
- قام الرئيس عبد الفتاح السيسي بتعببن 28 عضوًا في البرلمان يوم 31 ديسمبر 2015 وكان منهم السباحة رانيا علواني [4][5]

## الانجازات الحاصلة عليها
- مثلت مصر في ثلاث دورات أولمبية 1992-1996-2000، ووصلت للنهائي سيدات
- بطلة مصر في السباحة من 1989 حتى 2000 وصاحبة الأرقام القياسية في كل السباقات الحرة والظهر
- بطلة البحر المتوسط عام 1997 وحصلت على 2 ميدالية ذهبية وفضية
- بطلة أفريقيا من 1990 حتى 2000 وصاحبة الرقام القياسية الأفريقية في ال50 وال100 وال200 متر حرة
- بطلة العرب من 1990 إلى 2000 وصاحبة الأرقام القياسية لسباقات الحرة: الظهر والفراشة والمتنوع
- فازت في دورة الألعاب الإفريقية الخامسة التي عقدت بالقاهرة بخمس ميداليات ذهبية وخمس ميداليات أخرى برونزية وفضية
- حصلت على كأس السوبر في بطولة جنيف كأحسن سباحة بعد أن فازت بسباق 500 متر حرة [6]

## الانجازات المتميزة
- اختيرت كأحسن ناشئة عربية عام 1992 في استفتاء هيئة الإذاعة البريطانية BBC
- أول سباحة مصرية وعربية وإفريقية تحصل على ميداليتين ذهبيتين في السباحة
- أول سباحة مصرية تكسر حاجز الدقيقة في سباق المئة متر حرة [7]

## الجوائز التقديرية
- فازت ب 77 ميدالية على المستوى الدولي
- صنفت ضمن أفضل 11 سباحة على مستوى العالم في سباق 100 متر

## روابط خارجية
- رانيا علواني على موقع الاتحاد الدولي للسباحة (الإنجليزية)
- رانيا علواني على موقع SwimRankings.net (الإنجليزية)
- رانيا علواني على موقع اللجنة الأولمبية الدولية (الإنجليزية)
- رانيا علواني على موقع أوليمبيديا (الإنجليزية)